# Фридрих Лотар фон Щадион
Фридрих Лотар Йозеф Франц фон Щадион-Вартхаузен (на немски: Graf Friedrich Lothar Joseph Franz von Stadion zu Warthausen; * 6 април 1761; † 9 декември 1811, дворец Трханов, Бохемия) е граф на Вартхаузен и Танхаузен в Швабия, Бавария, австрийски дипломат.

## Живот
Той е син на граф Йохан Франц Конрад фон Щадион (1736 – 1787) и съпругата му фрайин Мария Лудовика Цобел фон Гибелщат-Дармщат (1740 – 1803), дъщеря на фрайхер Йохан Филип фон Щадион (1704 – 1776) и фрайин Мария Филипина Франциска фон Грайфенклау-Фолрадс (1717 – 1770). Брат е на Йохан Филип фон Щадион (1763 – 1824), дипломат, австрийски външен и финансов министър. Внук е на граф Антон Хайнрих Фридрих фон Щадион (1691 – 1768) и фрайин Мария Анна фон Зикинген-Хоенбург (1706 – 1774).
Понеже като млад се разболява от туберкулоза, от която по-късно и умира, той трябва да се откаже от правата на първороден и е определен за духовна кариера. Заедно с брат си той пътува през 1782/83 г. придружен от общия им възпитател и дворцов майстер Йозеф Хиеронимус Карл Колборн и се запознава с Йозеф II, Фридрих Велики и Луи XVI.
Фридрих Лотар става домхер и също висш чиновник в архиепископския манастир Майнц и манастир Вюрцбург. По-късно той е катедрален капитулар във Вюрцбург и по-късно в Майнц. В Майнц той става таен съветник и след това президент на управлението. Получава дипломатически задачи. По-късно има служба в Австрия и става дипломат. Той става австрийски пратеник в Бавария. Познава се добре с Максимилиан I Йозеф и министрите Монжела и други.
Фридрих Лотар фон Щадион умира неженен на 50 години на 9 декември 1811 г. в дворец Трханов в Бохемия.